# Bamoun (taal)
Het Bamoun, ook wel Bamoum of Shüpamom, is een Bantoidetaal uit de Atlantische Congotalenfamilie die wordt gesproken door het Bamounvolk in Kameroen. De schattingen van het aantal sprekers gaan van 215.000 in 1982 tot 420.000 in 2005. De taal wordt voornamelijk gesproken in de regio Ouest, met name in het departement Noun, het noordelijke deel van het departement Mifi, het gebied rond Foumban en het zuidoostelijk deel van het departement Bamboutos. Daarnaast wordt het gesproken in delen van de regio Nord-Ouest (departement Ngo-Ketunjia, Ndop-vlakte, noordelijk van het Bamendjingmeer) en in de aangrenzende gebieden van de regio Centre.
Voor zover bekend heeft het Bamoun geen dialecten. De taal is nauw verwant aan het Bamali, Bafanji, Bambalang en Bangolan.

## Schrift
Het Bamoun heeft een eigen schrift, het Bamounschrift, dat rond 1895 werd ontwikkeld aan het hof van sultan Ibrahim Njoya in het koninkrijk Bamoun. Dit schrift werd tot 1930 onderwezen in de scholen van het koninkrijk, maar is daarna in onbruik geraakt en vervangen door het Latijnse schrift.
Het voor het Bamoun gebruikte Latijnse schrift kent een aantal extra lettertekens, volgens de regels van het Algemeen alfabet van Kameroenese talen (Alphabet général des langues camerounaises, AGLC).
| a | b | ɓ | d  | gb | mb | e | ɛ | ə | f  | g | gh |
| i | j | k | kp | l  | m  | ŋ | n | p | r  | s | t  |
| u | ü | v | w  | y  | ny | z | n | o | sh | ʉ | ɔ  |

De glottisslag wordt aangegeven met een apostrof (ʼ).
Tonen worden aangegeven met diakritische tekens:
| Toon     | Diakritisch teken  | Voorbeeld |
| -------- | ------------------ | --------- |
| hoog     | accent aigu        | á         |
| laag     | accent grave       | à         |
| dalend   | accent antiflexe   | ǎ         |
| midden   | macron             | ā         |
| stijgend | accent circonflexe | â         |

## Fonologie
Het Bamoun maakt gebruik van toon, klinkerlengte, tweeklanken en coda.

### Klinkers
De simpele klinkers zijn:
|             | Voor     | Voor   | Centraal | Achter   | Achter |
|             | ongerond | gerond | ongerond | ongerond | gerond |
| ----------- | -------- | ------ | -------- | -------- | ------ |
| Gesloten    | i        | y      | ɨ        | ɯ        | u      |
| Midden      | e        |        | ə        |          | o      |
| Open-midden | ɛ        |        |          |          | ɔ      |
| Open        |          |        | a        |          |        |

In het Bamoun kunnen klinkers gewoon of halflang zijn /ˑ/.

### Medeklinkers
|             |                  |             | Labiaal | Alveolaar | Post- alveolaar/ Palataal | Velaar | Gelabialiseerd velaar | Labiaal- velaar | Glottaal |
| ----------- | ---------------- | ----------- | ------- | --------- | ------------------------- | ------ | --------------------- | --------------- | -------- |
| Plosief     | Gewoon           | Stemloos    | p       | t         |                           | k      | kʷ                    | k͡p              | ʔ        |
| Plosief     | Gewoon           | Stemhebbend | b       | d         |                           | ɡ      | ɡʷ                    | g͡b              |          |
| Plosief     | Geprenasaliseerd | Stemloos    | ᵐp      | ⁿt        |                           | ᵑk     | ᵑkʷ                   | ᵑ͡ᵐk͡p            |          |
| Plosief     | Geprenasaliseerd | Stemhebbend | ᵐb      | ⁿd        |                           | ᵑɡ     | ᵑɡʷ                   | ᵑ͡ᵐg͡b            |          |
| Fricatief   | Gewoon           | Stemloos    | f       | s         | ʃ                         | x      | xʷ                    |                 |          |
| Fricatief   | Gewoon           | Stemhebbend | v       | z         | ʒ                         | ɣ      | ɣʷ                    |                 |          |
| Fricatief   | Geprenasaliseerd | Stemloos    | ᶬf      | ⁿs        | ᶮʃ                        |        |                       |                 |          |
| Fricatief   | Geprenasaliseerd | Stemhebbend | ᶬv      | ⁿz        | ᶮʒ                        |        |                       |                 |          |
| Nasaal      | Nasaal           | Nasaal      | m       | n         | ɲ                         | ŋ      | ŋʷ                    | ŋ͡m              |          |
| Rhotic      | Rhotic           | Rhotic      |         | r         | ɹ̠                         |        |                       |                 |          |
| Approximant | Approximant      | Approximant |         | l         | j                         |        | w                     |                 |          |